# Mittlere Hunte (Naturschutzgebiet)
Die Mittlere Hunte ist ein Naturschutzgebiet in den niedersächsischen Gemeinden Dötlingen, Großenkneten, Hatten und Wardenburg im Landkreis Oldenburg und in der Stadt Oldenburg (Oldb).

## Allgemeines
Das Naturschutzgebiet mit dem Kennzeichen NSG WE 319 ist rund 124 Hektar groß. Davon entfallen etwa 114,3 Hektar auf den Landkreis Oldenburg und etwa 9,7 Hektar auf die Stadt Oldenburg. Das Naturschutzgebiet liegt vollständig innerhalb des FFH-Gebietes „Mittlere und Untere Hunte (mit Barneführer Holz und Schreensmoor)“. Es wird zu einem großen Teil vom Landschaftsschutzgebiet „Mittlere Hunte“ umgeben, das im Geltungsbereich der Naturschutzgebietsverordnung im Naturschutzgebiet aufgegangen ist. Im Bereich des Barneführer Holzes grenzt es im Nordosten direkt an das Naturschutzgebiet „Barneführer Holz und Schreensmoor“. Auch hier ist der Teil des Naturschutzgebietes im Geltungsbereich der Naturschutzgebietsverordnung des Naturschutzgebietes „Mittlere Hunte“ in diesem aufgegangen. Bei Hundsmühlen grenzt es an das Naturschutzgebiet „Lethe“. Das Gebiet steht seit dem 9. November 2019 unter Naturschutz. Zuständige untere Naturschutzbehörden sind der Landkreis Oldenburg und die kreisfreie Stadt Oldenburg.

## Beschreibung
Das Naturschutzgebiet liegt im Süden und südlich der Stadt Oldenburg. Es erstreckt sich entlang der Hunte von der Mündung des Rittrumer Mühlbachs bei Ostrittrum bis zum Wasserkraftwerk in Oldenburg und schließt den Rittrumer Mühlbach von der ehemaligen Wassermühle südlich von Ostrittrum bis zu dessen Mündung in die Hunte mit ein. Das Naturschutzgebiet umfasst den Rittrumer Mühlbach und die Hunte bis zur Böschungsoberkante zuzüglich einem Meter, die Bereiche der 2015 angelegten Dehlandschleife mit ihren Mittelinseln und den bei der Anlage der Schleife entstandenen Altarmen sowie ein Totarm südwestlich von Sandhatten und unterhalb des Barneführer Holzes den eingedeichten Bereich der Hunte.
Der Rittrumer Mühlbach und die Hunte verfügen teilweise über flutende Unterwasservegetation. Die Fließgewässer werden bis unterhalb des Barneführer Holzes vielfach von Gehölzen und Hochstaudenfluren sowie Rieden und Röhrichten begleitet. Die Hunte ist teilweise verbaut, weist aber auch naturnahe Abschnitte auf. Stellenweise sind Sand- und Kiesbänke zu finden.
Die Fließgewässer sind Lebensraum und Wanderkorridor für Steinbeißer sowie Meer-, Fluss- und Bachneunauge. Weiterhin beherbergt die Hunte u. a. die Fischarten Aal, Moderlieschen, Karausche, Barbe, Groppe, Elritze und Quappe und ist Lebensraum für Stein- und Köcherfliegen. Das Naturschutzgebiet ist auch Lebensraum für verschiedene Libellen wie Blaue Federlibelle, Gebänderte Prachtlibelle, Blauflügel-Prachtlibelle, Gemeine Keiljungfer und Grüne Flussjungfer und Heuschrecken wie Weißrandiger Grashüpfer, Nachtigall-Grashüpfer, Brauner Grashüpfer und Gefleckte Keulenschrecke. Vögel sind beispielsweise durch Eisvogel, Bachstelze, Teichrohrsänger und Nachtigall vertreten. Das Naturschutzgebiet ist potentieller Lebensraum für Biber und Fischotter.
Das Naturschutzgebiet grenzt vielfach an landwirtschaftliche Nutzflächen. In Tungeln, Hundsmühlen und Oldenburg grenzt es teilweise direkt an die Wohnbebauung.

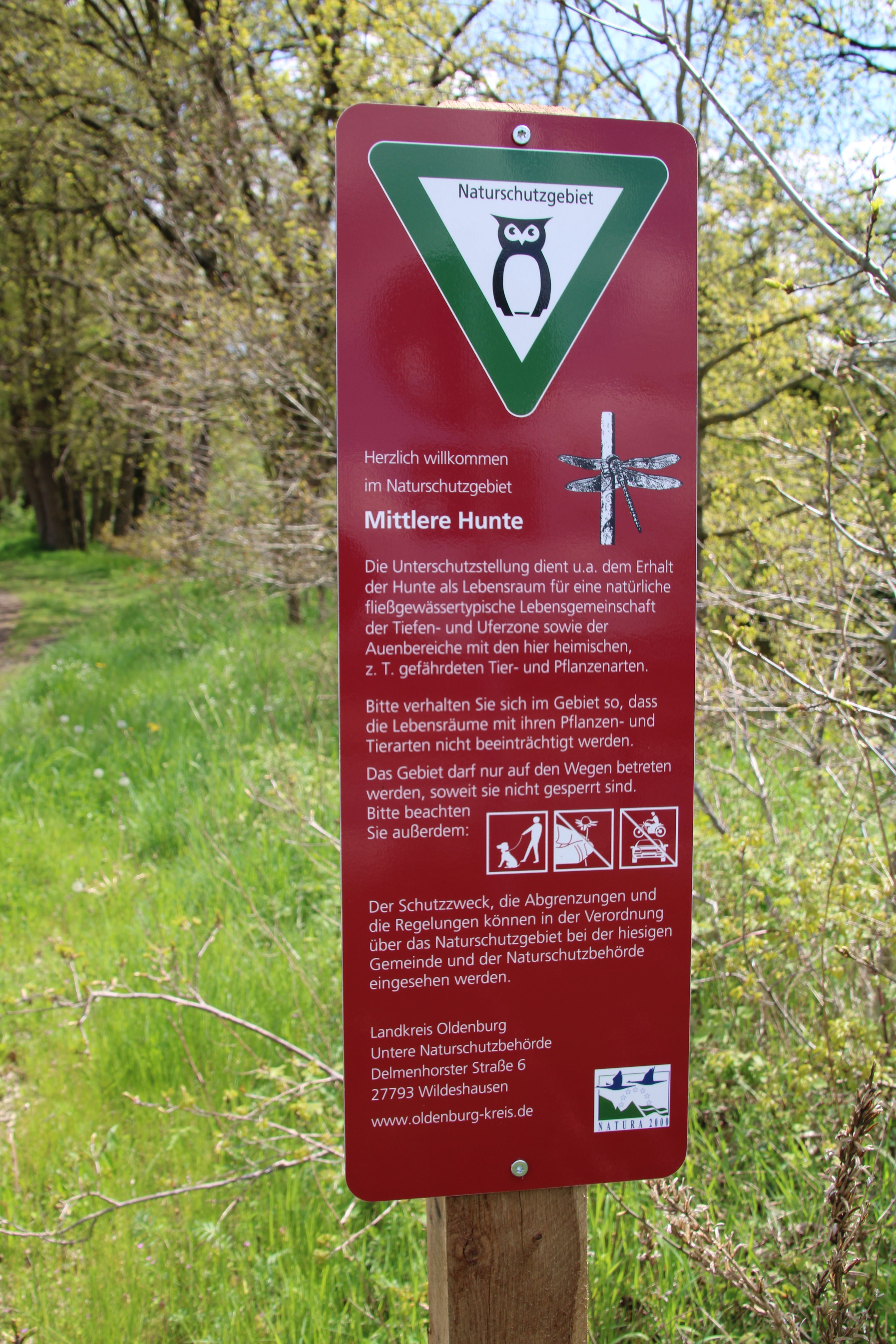
Hinweisschild auf das Naturschutzgebiet
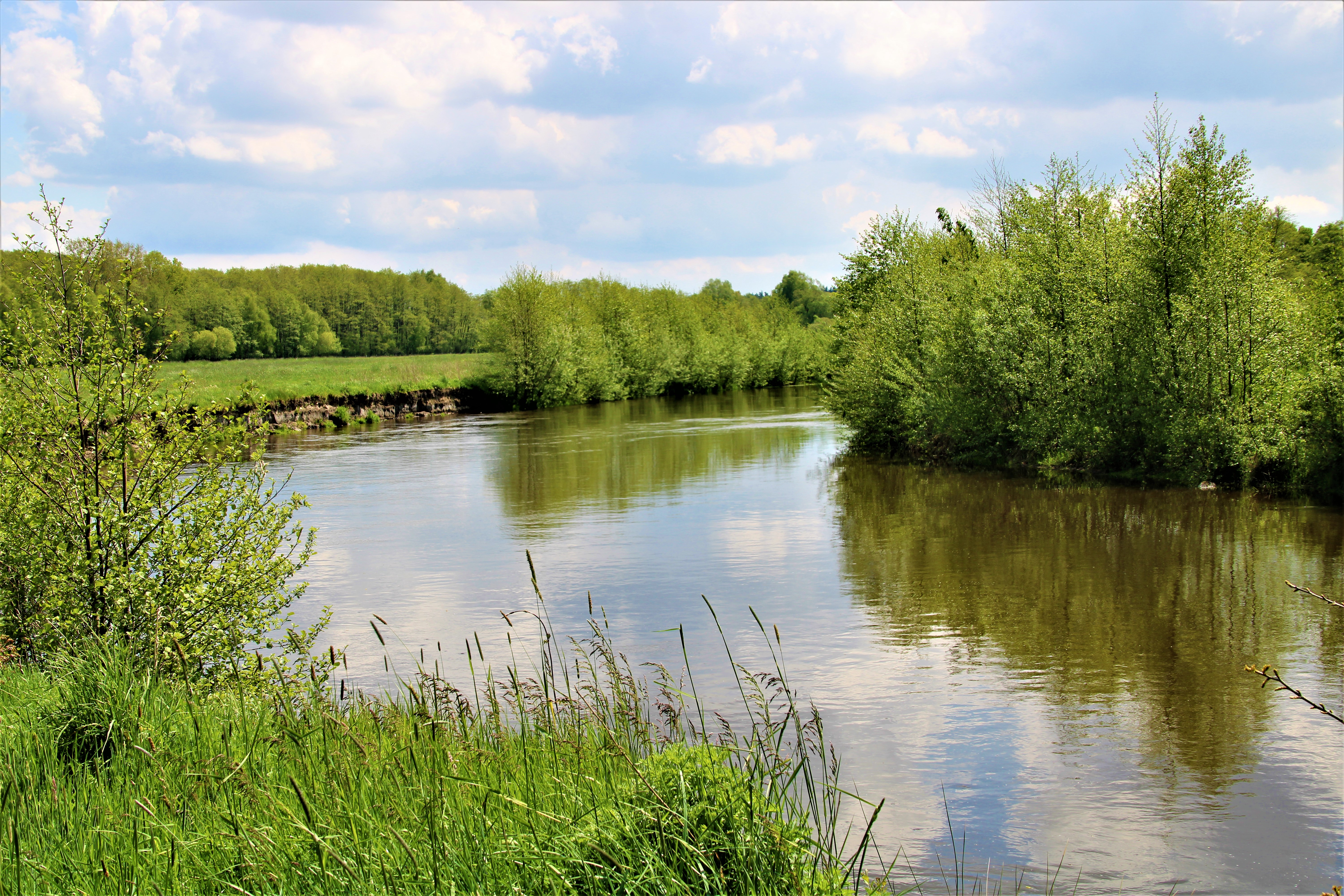
Im Zuge einer Laufverlängerung im Jahr 2014 bei Sandhatten angelegter Mäander
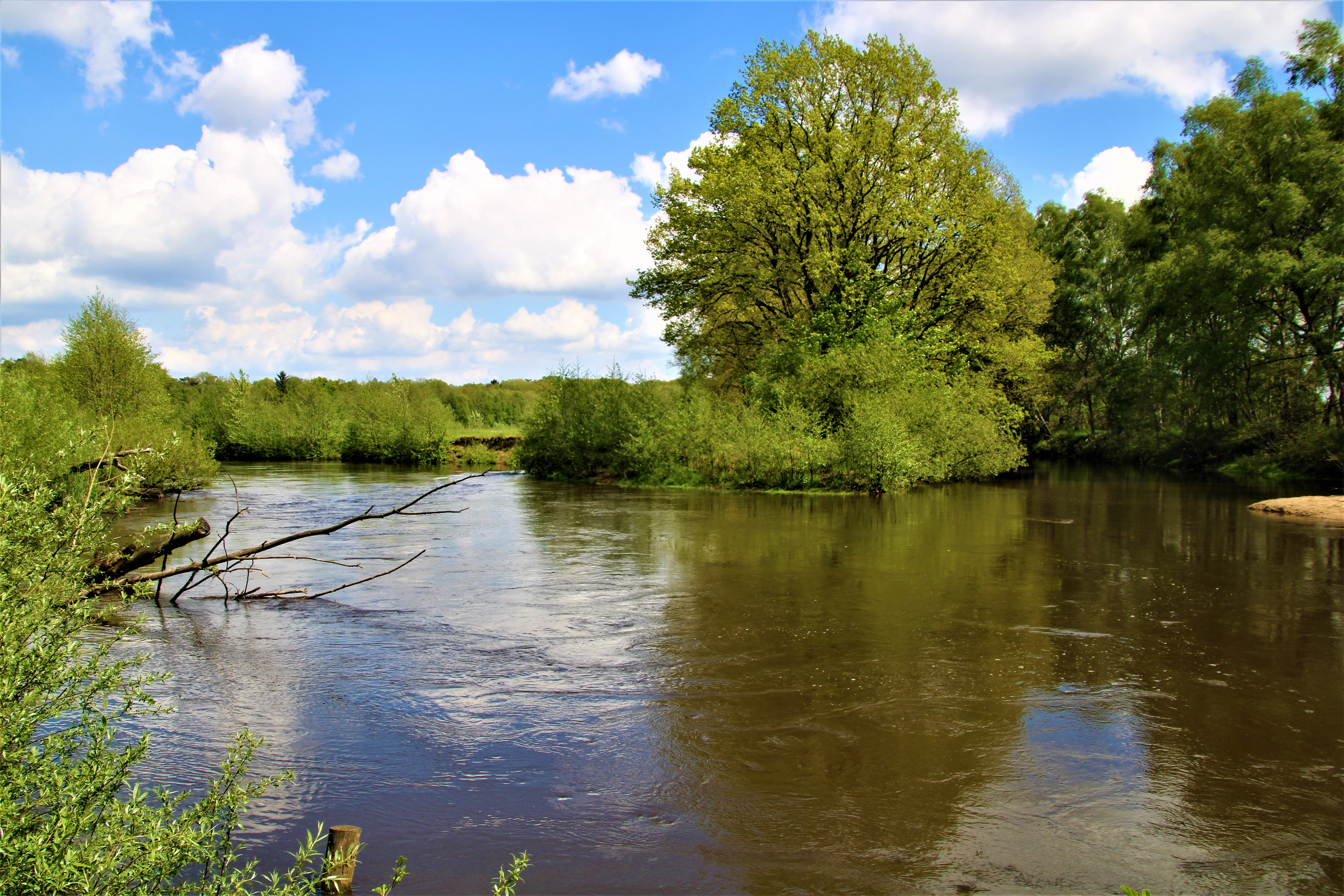
Zusammenfluss von ehemaligem und neuen Flussverlauf der Hunte kurz oberhalb der Dehlandbrücke zwischen Huntlosen und Sandhatten
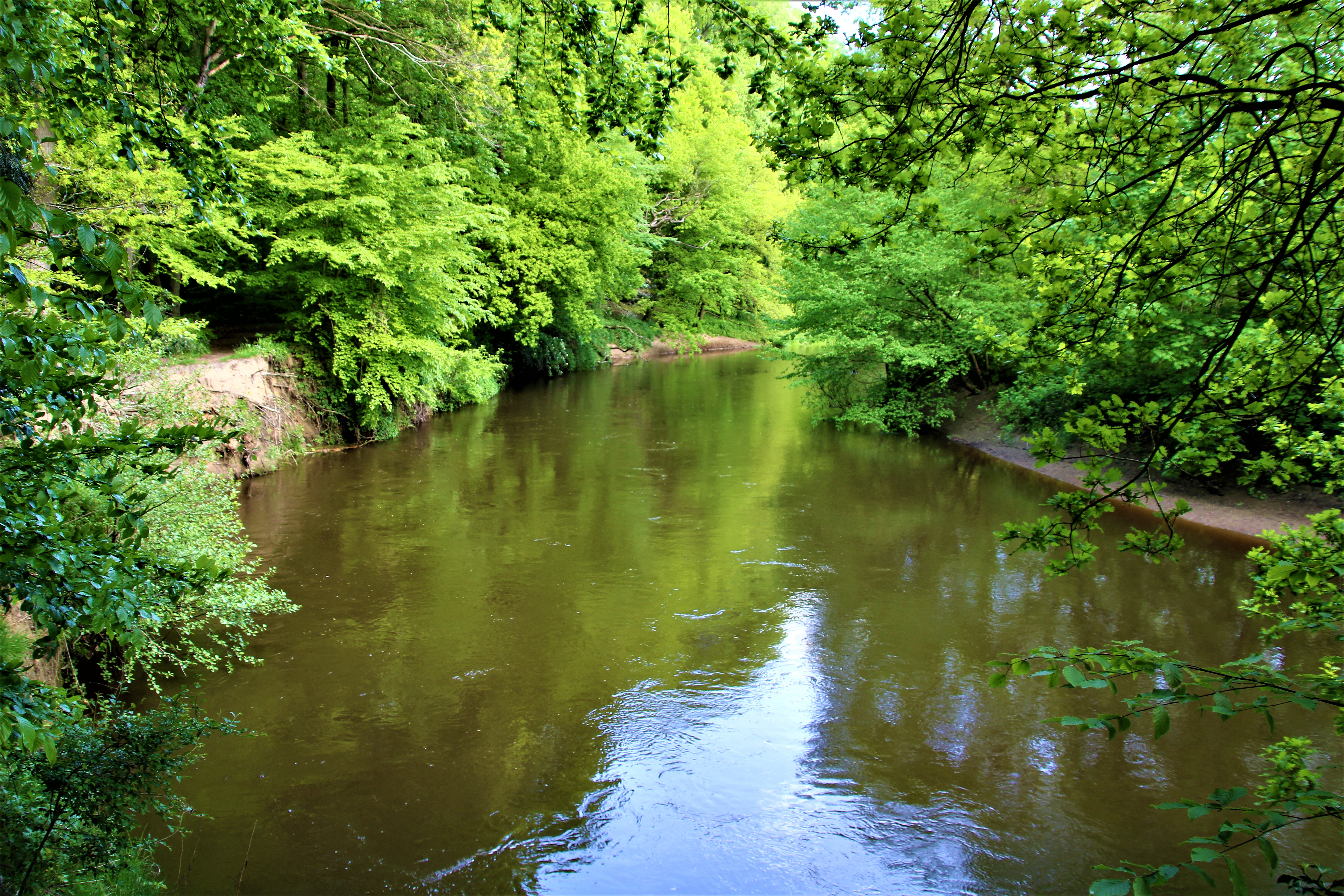
Hunte im Barneführer Holz
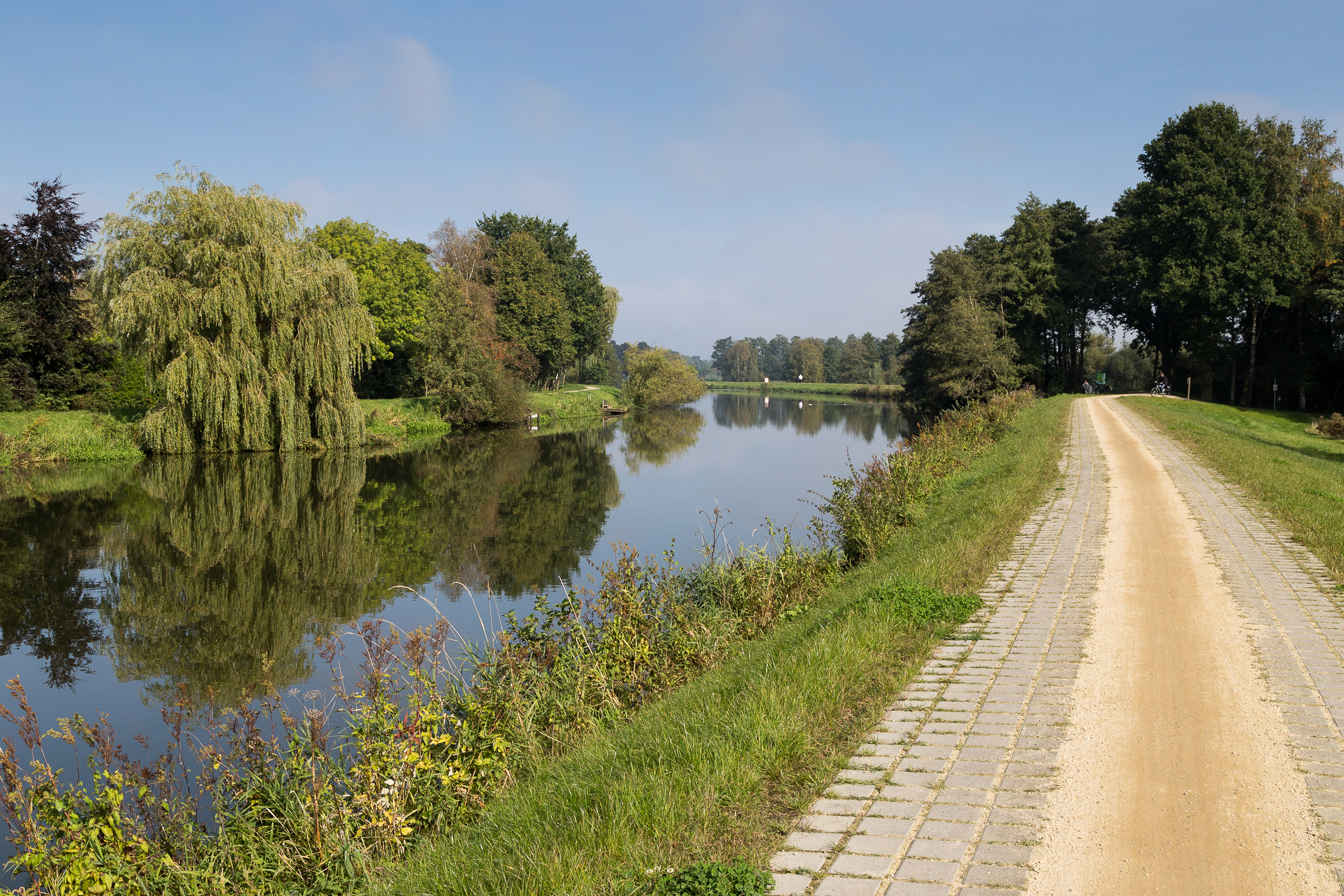
Hunte bei Hundsmühlen